# محمد عبد الحليم (لاعب كرة قدم)
محمد عمر عبد الرحيم عبد الحليم (مواليد 24 سبتمبر 1982) لاعب كرة قدم أردني من أصل فلسطيني يجيد اللعب في مركز الهجوم مع البقعة في الدوري الأردني.

## روابط خارجية
- محمد عبد الحليم على موقع ناشيونال فوتبول تيمز (الإنجليزية)
- محمد عبد الحليم على موقع كووورة
- اللاعب محمد عبد الحليم على موقع كووورة.